# La Cavalerie
La Cavalerie là một xã ở tỉnh Aveyron, thuộc vùng Occitanie ở miền nam nước Pháp.